# Norra Kytökäringen
Norra Kytökäringen är en ö i Finland. Den ligger i Finska viken och i kommunen Esbo i den ekonomiska regionen  Helsingfors i landskapet Nyland, i den södra delen av landet. Ön ligger omkring 17 kilometer sydväst om Helsingfors.
Öns area är 1,1 hektar och dess största längd är 170 meter i sydöst-nordvästlig riktning. Närmaste större samhälle är Helsingfors, 15,9 km nordost om Norra Kytökäringen.